# Fernand Prudhomme
Fernand Maurice Prudhomme (Parigi, 3 luglio 1916 – Antony, 29 aprile 1993) è stato un cestista francese.

## Carriera
Prudhomme vanta 23 presenze con la Francia, con la cui maglia ha vinto il bronzo agli Europei 1937.